# Eclipse lunar de 29 de novembro de 1974
| Eclipse Lunar Total 29 de novembro de 1974                                 | Eclipse Lunar Total 29 de novembro de 1974 |
| -------------------------------------------------------------------------- | ------------------------------------------ |
| A Lua mergulhou dentro da parte central da Sombra da Terra, em 76 minutos. |                                            |
| Gamma                                                                      | +0,3054                                    |
| Saros (e membro)                                                           | 125 (46 de 72)                             |
| Sequência de eclipses lunares                                              |                                            |
| Anterior                                                                   | 4 de junho de 1974                         |
| Próximo                                                                    | 25 de maio de 1975                         |
| Duração (hr:mn:sc)                                                         |                                            |
| Total                                                                      | 1:15:45                                    |
| Parcial                                                                    | 3:28:59                                    |
| Penumbral                                                                  | 5:33:12                                    |
| Fases e Horários do Eclipse (UTC)                                          |                                            |
| P1                                                                         | 12:26:43                                   |
| U1                                                                         | 13:28:54                                   |
| U2                                                                         | 14:35:30                                   |
| Máximo                                                                     | 15:13:21                                   |
| U3                                                                         | 15:51:15                                   |
| U4                                                                         | 16:57:52                                   |
| P4                                                                         | 17:59:55                                   |

O eclipse lunar de 29 de novembro de 1974 foi um eclipse total, o segundo e último de dois eclipses lunares do ano, e único como total. Teve magnitude umbral de 1,2896 e penumbral de 2,3058. Teve duração de 76 minutos.
A Lua foi mergulhada na escuridão por 1 hora e 16 minutos, em um profundo eclipse total que viu a Lua 29% de seu diâmetro dentro da sombra umbral da Terra. O efeito visual disso depende do estado da atmosfera da Terra, mas a Lua pode ter sido manchada com uma cor vermelha intensa. O eclipse parcial durou 3 horas e 29 minutos no total.
A Lua mergulhou dentro da metade norte da sombra da Terra, em nodo descendente, dentro da constelação de Touro.

## Série Saros
Eclipse pertencente ao ciclo lunar Saros de série 125, sendo este de número 46, totalizando 72 eclipses na série. O último eclipse da série foi o eclipse total de 18 de novembro de 1956, e o próximo fenômeno será com o eclipse total de 9 de dezembro de 1992.

## Visibilidade
Foi visível na Europa, África, Ásia, Oceania, Oceano Pacífico, e oeste da América do Norte.
| Região do planeta onde o eclipse foi visível durante o máximo da totalidade - 15:13 UTC. O Oceano Pacífico teve a melhor observação do meio do eclipse, de onde foi visível à meia-noite. |
| Mapa de visibilidade do eclipse |